# Al, Yenişehir
Al là một xã thuộc huyện Yenişehir, tỉnh Diyarbakır, Thổ Nhĩ Kỳ.